# Marko Lepik
Marko Lepik (* 9. April 1977) ist ein ehemaliger estnischer Fußballspieler.
Er spielte unter anderen bei Viljandi JK Tulevik, später bei den unterklassigen Vereinen FC Hiiu Kalur Kärdla und JK Piraaja Tallinn. Außerdem brachte er es zu drei Einsätzen 1995 in der Nationalmannschaft Estlands.
| Personendaten    | Personendaten             |
| ---------------- | ------------------------- |
| NAME             | Lepik, Marko              |
| KURZBESCHREIBUNG | estnischer Fußballspieler |
| GEBURTSDATUM     | 9. April 1977             |